# Shin'ichirō Ikebe
Shin'ichirō Ikebe (Mito, 15 settembre 1943) è un compositore giapponese di musica classica contemporanea.
Ha scritto musiche per molti registi giapponesi e per numerosi film di Akira Kurosawa, tra cui Kagemusha - L'ombra del guerriero (1980), MacArthur's Children (1984), Sogni (1990), Rapsodia in agosto (1991), Madadayo (1993), e Acqua tiepida sotto un ponte rosso (2001).
Ha studiato composizione con Tomojirō Ikenouchi, Akio Yashiro, e Akira Miyoshi presso la Tokyo National University of Fine Arts and Music, ottenendo un master nel 1971.
È professore al Tokyo College of Music.
Ha avuto numerosi riconoscimenti fino al 2004.